# Londen Marathon 1982
De Londen Marathon 1982 werd gelopen op zondag 9 mei 1982. Het was de tweede editie van de Londen Marathon. De Engelsman Hugh Jones kwam bij de mannen als eerste over de streep in 2:09.24. De Engelse Joyce Smith prolongeerde haar overwinning van het jaar ervoor in 2:29.43.

## Uitslagen

### Mannen
| rang   | naam                | land | tijd    |
| ------ | ------------------- | ---- | ------- |
| Goud   | Hugh Jones          | ENG  | 2:09.24 |
| Zilver | Oyvind Dahl         | NOR  | 2:12.21 |
| Brons  | Michael Gratton     | ENG  | 2:12.30 |
| 4      | Jeff Wells          | USA  | 2:13.43 |
| 5      | Kevin McCarey       | USA  | 2:13.48 |
| 6      | Phil Coppess        | USA  | 2:13.57 |
| 7      | David J. Clark      | SCO  | 2:15.28 |
| 8      | Svein-Arve Pedersen | SCO  | 2:15.28 |
| 9      | William Glad        | NOR  | 2:15.41 |
| 10     | Donald Faircloth    | ENG  | 2:15.50 |

### Vrouwen
| rang   | naam              | land | tijd    |
| ------ | ----------------- | ---- | ------- |
| Goud   | Joyce Smith       | ENG  | 2:29.43 |
| Zilver | Lorraine Moller   | NZL  | 2:36.15 |
| Brons  | Judith Hine       | NZL  | 2:41.49 |
| 4      | Beverley Shingles | NZL  | 2:43.34 |
| 5      | Libby Pfeiffer    | ENG  | 2:45.52 |
| 6      | Jean Lochhead     | WAL  | 2:46.04 |
| 7      | Margaret Lockley  | ENG  | 2:46.53 |
| 8      | Winnie Lai-chu Ng | HKG  | 2:47.08 |
| 9      | Caroline Rodgers  | ENG  | 2:47.57 |
| 10     | Christine Burden  | NCL  | 2:48.38 |

1981 ·
1982 ·
1983 ·
1984 ·
1985 ·
1986 ·
1987 ·
1988 ·
1989 ·
1990 ·
1991 ·
1992 ·
1993 ·
1994 ·
1995 ·
1996 ·
1997 ·
1998 ·
1999 ·
2000 ·
2001 ·
2002 ·
2003 ·
2004 ·
2005 ·
2006 ·
2007 ·
2008 ·
2009 ·
2010 ·
2011 ·
2012 ·
2013 ·
2014 ·
2015 ·
2016 ·
2017